# Rosa María Mota
Rosa María Mota es una abogada venezolana que se ha desempeñado como fiscal provisional en el estado Apure. Rosa fue detenida y procesada el 7 de agosto de 2024 por el cargo de «retraso u omisión intencional de funciones».

## Detención
Para 2024 Rosa se desempeñaba como fiscal provisoria Fiscalía Décima Quinta de la Circunscripción Judicial del estado Apure. El 7 de agosto del mismo año fue arrestada e imputada del cargo de «retraso u omisión intencional de funciones». Rosa fue la segunda fiscal del Ministerio Público procesada por dicho cargo, después de la fiscal Maglen Marín en el estado Anzoátegui, después de las elecciones presidenciales de 2024. El fiscal general designado por la Asamblea Nacional Constituyente, Tarek William Saab, acusó a Rosa de «divulgar información de carácter reservado, permitiendo la evasión de sujetos investigados».